# Seznam norveških astronomov
Seznam norveških astronomov.

## H
- Christopher Hansteen

## K
- Anlaug Amanda Kaas

## R
- Svein Rosseland (1894-1985) (astrofizik)
- Knut Jørgen Røed Ødegaard

## S
- Carl Stormer